# ギャザ
ギャザ（GAZA）は愛知県豊田市喜多町に所在し、豊田市駅東開発株式会社が運営する複合商業施設（再開発ビル）である。

## 概要

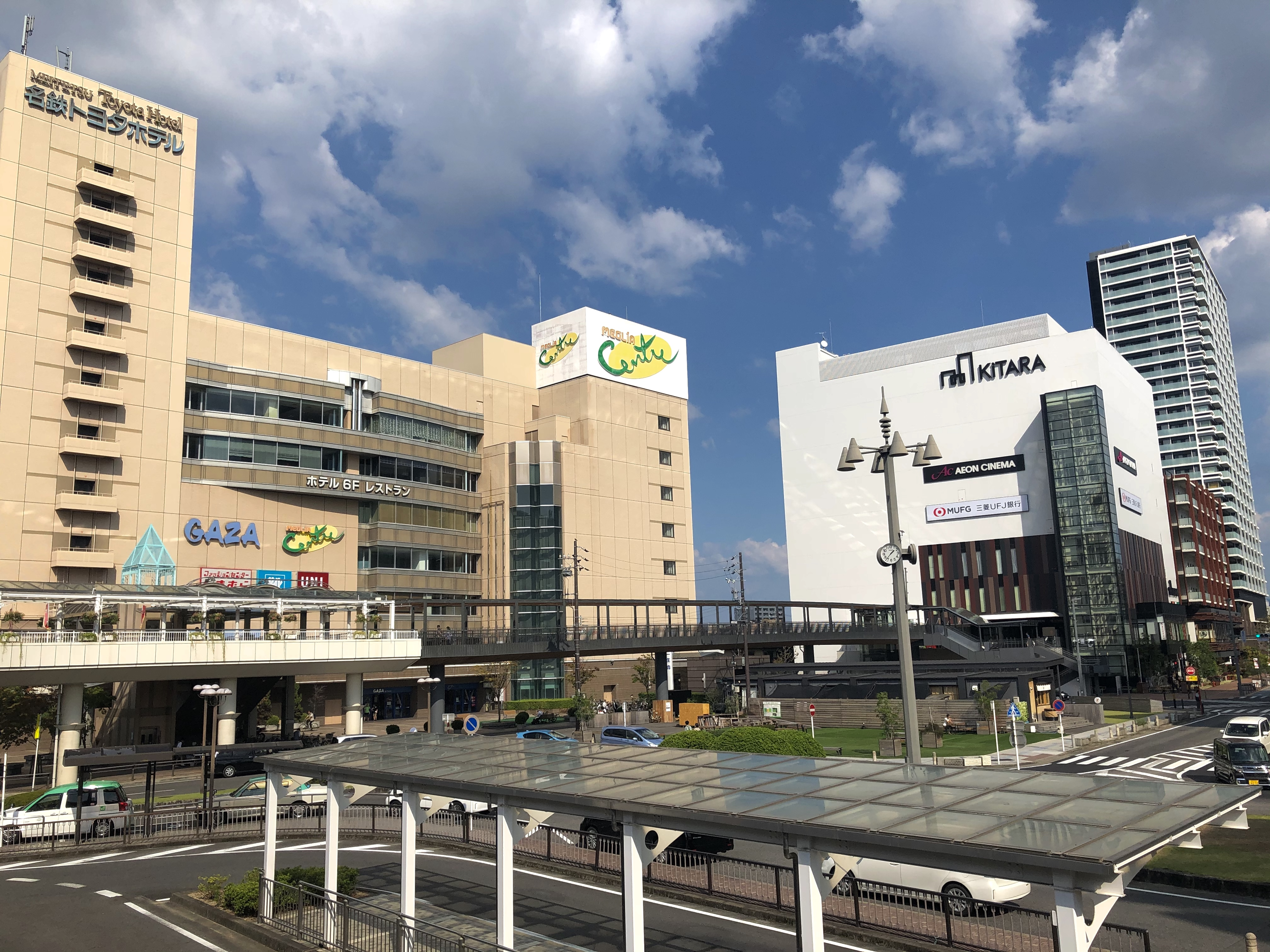
ギャザとKiTARA

ギャザ専門店街、オフィス、名鉄トヨタホテル、ギャザ豊田シティハイツ（マンション）から成る再開発ビルである。正式名称を豊田市駅東地区市街地再開発ビルという。
1階は2024年（令和6年）6月30日までギャザ専門店とメグリア専門店が混在していた。2階・3階は以前からすべてギャザ専門店になっている。
2025年（令和7年）3月11日、メグリアセントレの跡地にロピアが出店された。
4階・5階には豊田サティの売場があったが、豊田サティの閉店後はギャザ専門店を出店させずオフィス区画となったため、館内のロータリー側エスカレーターは3階と4階を結ぶ部分が封鎖されている。エレベーターは1階・2階・3階の商業エリアと4階・5階のオフィスエリアで共同使用している。

## 沿革
- 1995年（平成7年）4月26日 - ギャザが開業。豊田サティも同日に開店。
- 2002年（平成14年）
  - 5月20日 - トヨタ生活協同組合が出店を発表する。
  - 5月31日 - 豊田サティが閉店[5]。
  - 7月15日 - メグリアセントレの1階売場が開店。駐車場まで買物商品を運ぶポーターサービスと近隣への電気自動車による宅配サービスを同時に開始。
  - 10月19日 - メグリアセントレの2階売場が開店。
- 2003年（平成15年）5月 - メグリアセントレの3階売場が開店。
- 2009年（平成21年）7月16日 - 2階直営売場跡に「ファッションセンターしまむら」を開店。
- 2024年（令和6年）6月30日 - 午後8時15分をもってメグリアセントレが閉店[6][7]。
- 2025年（令和7年）3月11日 - メグリアセントレ跡にロピアを開店。

## 施設

### ギャザ専門店街
1階・2階・3階にある専門店街。主な店舗は以下の通り。
- ロピア（1階）
- おやつ処ぽんこつ（1階）
- ATMコーナー（1階）
  - 三菱UFJ銀行
  - 岡崎信用金庫
- しまむら （2階）
- ココカラファイン（2階）
- 大日通信ギャザスタ（2階）
- セリア（3階）
- タイトーステーション（3階）

詳細はショップリストを参照。

### 名鉄トヨタホテル
1階・6階 - 12階に入居するホテル。客室数は99室。

### その他の施設
- ギャザ豊田シティハイツ - 12階建ての集合住宅（マンション）。総戸数は47戸[1]。
- ギャザパーキング - 地下1階にある有料駐車場。223台収容。フリーパーキングに加盟している[8]。
- オフィス - 4階・5階・7階・8階に位置する[1]。4階・5階のオフィスへはギャザ専門店街と兼用のエレベーターを、7階・8階のオフィスへはオフィス専用のエレベーターを使用する。

### 過去に存在した店舗

#### メグリアセントレ
トヨタ生活協同組合がかつて運営していたスーパーマーケット。同組合の中心市街地店舗はここだけであった。
1階の直営食品売場の面積は2743m2（830坪）だった。取扱品目は、青果、精肉、鮮魚、惣菜、加工食品、住居関連であった。
1階の直営売場に隣接する形でメグリア専門店を構えていた。以下の店舗がメグリア専門店に属していた。
- Matakuru Bagel（マタクルベーグル） - 閉店予定[10]。
- 松南園（お茶）
- 不二家 - 2024年5月12日に閉店[11]。
- 新宿さぼてん - 2024年6月30日に閉店[10]。
- マラティ（焼き立てナン＆カレー） - 2024年6月30日に閉店[10]。
- ココカラ（唐揚げ）[注釈 2] -  2024年7月1日以降も営業継続[12]。
- 明石焼 たこ八（たこ焼き） - 2024年7月1日以降も営業継続[10]。

#### 豊田サティ
かつてマイカルが運営していた商業施設。1階から5階に入居していた。

#### ギャザ専門店街
- ユニクロ（3階）- 2023年閉店[13]
- くまざわ書店（3階）- 2023年閉店[13]

## 交通アクセス
ギャザ専門店街は1円以上のお買い上げで3時間無料になるフリーパーキングに加盟している。
サービスカウンターにて、メグリアカードまたは当日のお買い上げレシート（1円以上）を提示で認証。または、レジにて（1円以上）購入時に認証。
地下1階にギャザパーキングを構える。ギャザパーキングはフリーパーキングに加盟している。